# Onze-Lieve-Vrouwetoren (Aarschot)

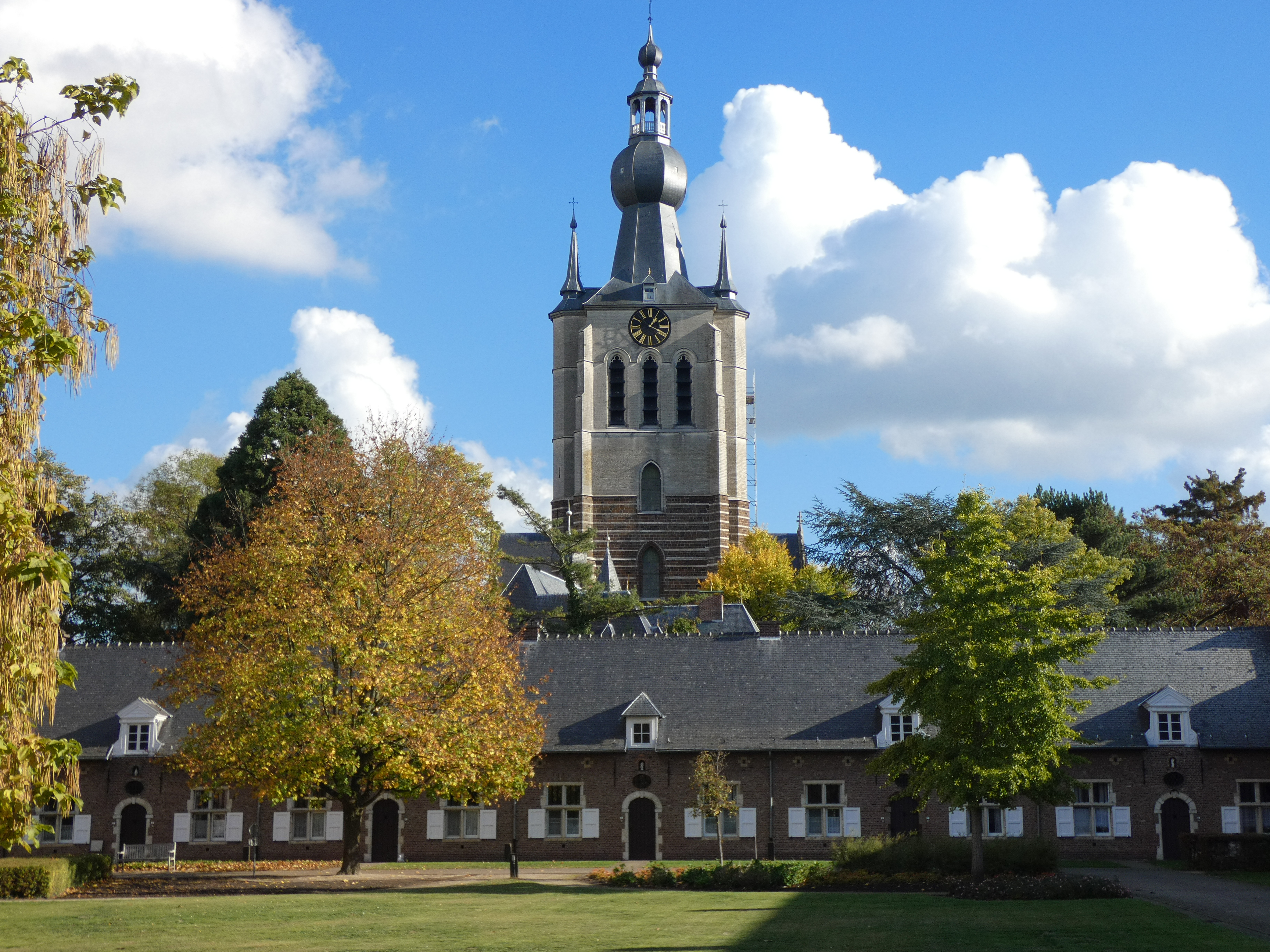
Vooraanzicht van de Onze-Lieve-Vrouwetoren (foto genomen vanuit de tuin van het Begijnhof)

De Onze-Lieve-Vrouwetoren, ook westertoren genoemd, is de kerktoren van de oud-collegiale kerk van Onze-Lieve-Vrouw in Aarschot. Het bouwwerk, dat werd opgetrokken in de eerste helft van de 15e eeuw, is een rechthoekige toren met renaissancespits van 85 m hoog. 
De toren is een uitstekend voorbeeld van Demergotiek, een regionale variant van de Brabantse hooggotiek. Hij huisvest een vredesbeiaard van 51 klokken. 

## Geschiedenis
Omstreeks 1400 wordt de bouw ingezet van de toren, als onderdeel van de vijfde bouwcampagne van de bouw van de kerk. In 1452 werd de toren voltooid. Volgens de aantekening van Filips van Schoonhoven (koordeken van Aarschot van 1534 tot 1584) was deze toren in 1560 gemeten en hoger bevonden dan de toren van Sint-Rombouts te Mechelen, die 97,5 m hoog is.  
Op 29 oktober 1572 werd de oorspronkelijke rechtopstaande houten spil door de bliksem getroffen en vernield. In 1574 werd de nieuwe torenbekroning geplaatst.  Het werd een renaissancespits met de afgeknotte achtzijdige piramide, appel, lantaarn en peer. In 1756 werd Aarschot getroffen door een aardbeving.  Aan o.a. de torenmuren zou de aardbeving ernstige schade hebben aangericht. In 1769 werd een nieuwe wijzer op het torenuurwerk geplaatst omdat er op die klok blijkbaar maar één wijzer stond die in zijn volle lengte doorliep van de zes tot de twaalf.  

Eind 1847 werd de zuidgevel van de Onze-Lieve-Vrouwetoren volledig gerestaureerd en in 1850 werden de herstellingswerken aan de westgevel van de toren beëindigd.

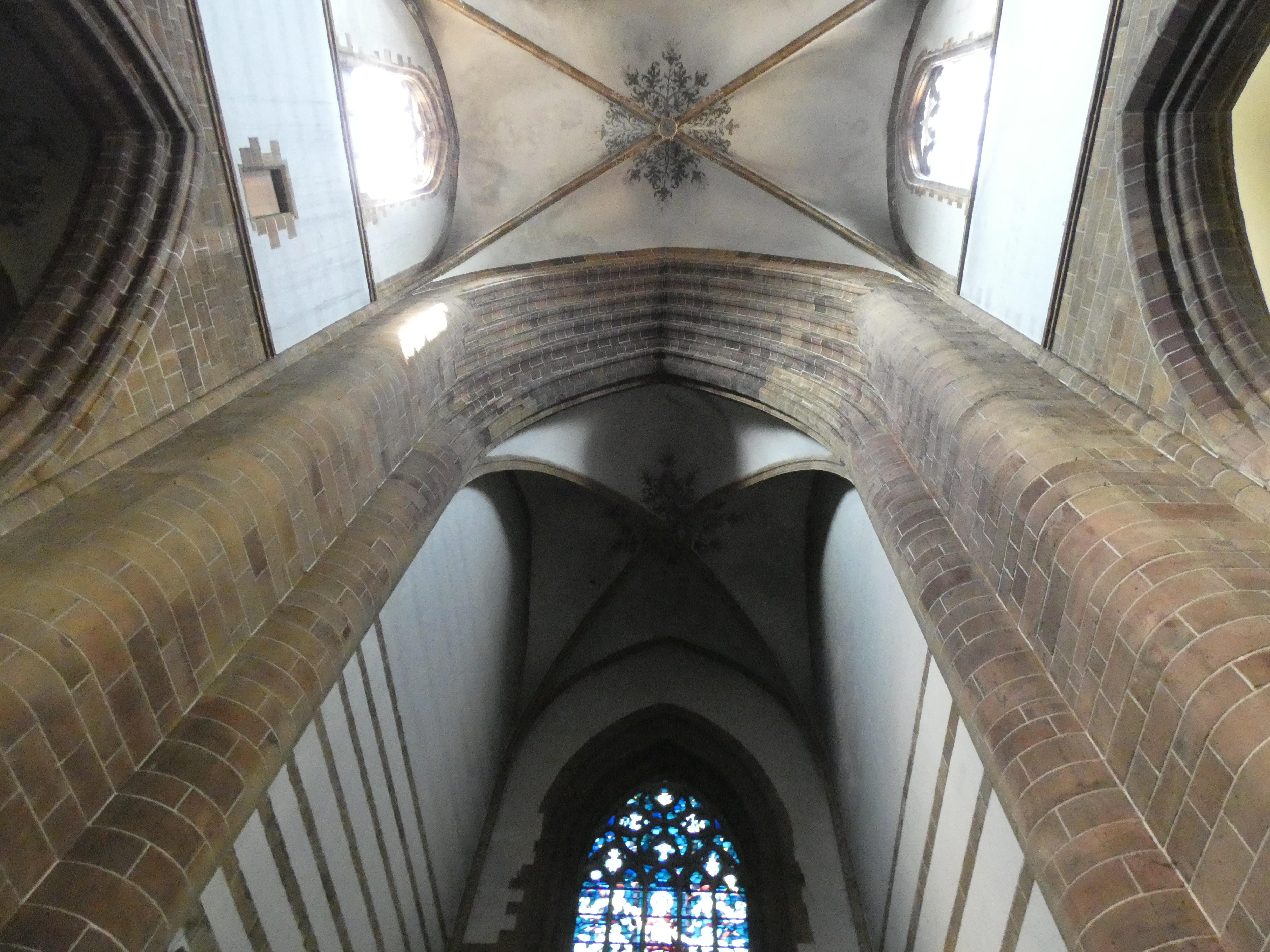
Binnenaanzicht van de Onze-Lieve-Vrouwetoren vanop de begane grond. Opvallend is dat er geen klokkengat werd voorzien.

 In 1860 werd de toren door de bliksem getroffen tijdens een zwaar onweer.  Door de brand die daarop uitbrak werd de peer van de torenbekroning volledig vernield en de windhaan en het torenkruis stortten neer. Op 18 mei 1908 was de nieuwe spil voltooid maar op 27 juni 1908 sloeg de bliksem weer in op de torenspits. 
In 2018 werd in het kader van de plaatsing van de vredesbeiaard de klokkenkamer opgefrist en hersteld, verstevigingen aangebracht en de twee stenen spiltrappen werden toegankelijk gemaakt voor het publiek.   

## Architectuur
De massieve Onze-Lieve-Vrouwetoren heeft een rechthoeking grondplan van 8,15 x 6.85 m inwendig, geflankeerd door twee traptorentjes, met onderbouw van 47,5 m is 85 m hoog. Oorspronkelijk had de toren een torenspil, vermoedelijk omringd door zes hoektorentjes, vandaar de naam "Onse Lieve Vrouwe van seven torens". 

De huidige renaissancespits met de afgeknotte achtzijdige piramide, appel, lantaarn en peer, is geïnspireerd op de bekroning van de kerktoren van Hoogstraten, die in de Tweede Wereldoorlog werd opgeblazen. De torenspits in Aarschot is het oudst bewaarde, originele voorbeeld van dergelijke torenspitsen in België. Andere voorbeelden zijn ook torens van Breda, Oosterhout, Alphen en Hilvarenbeek in Noord-Brabant, en de Sint-Jan de Doperkerk te Werchter.

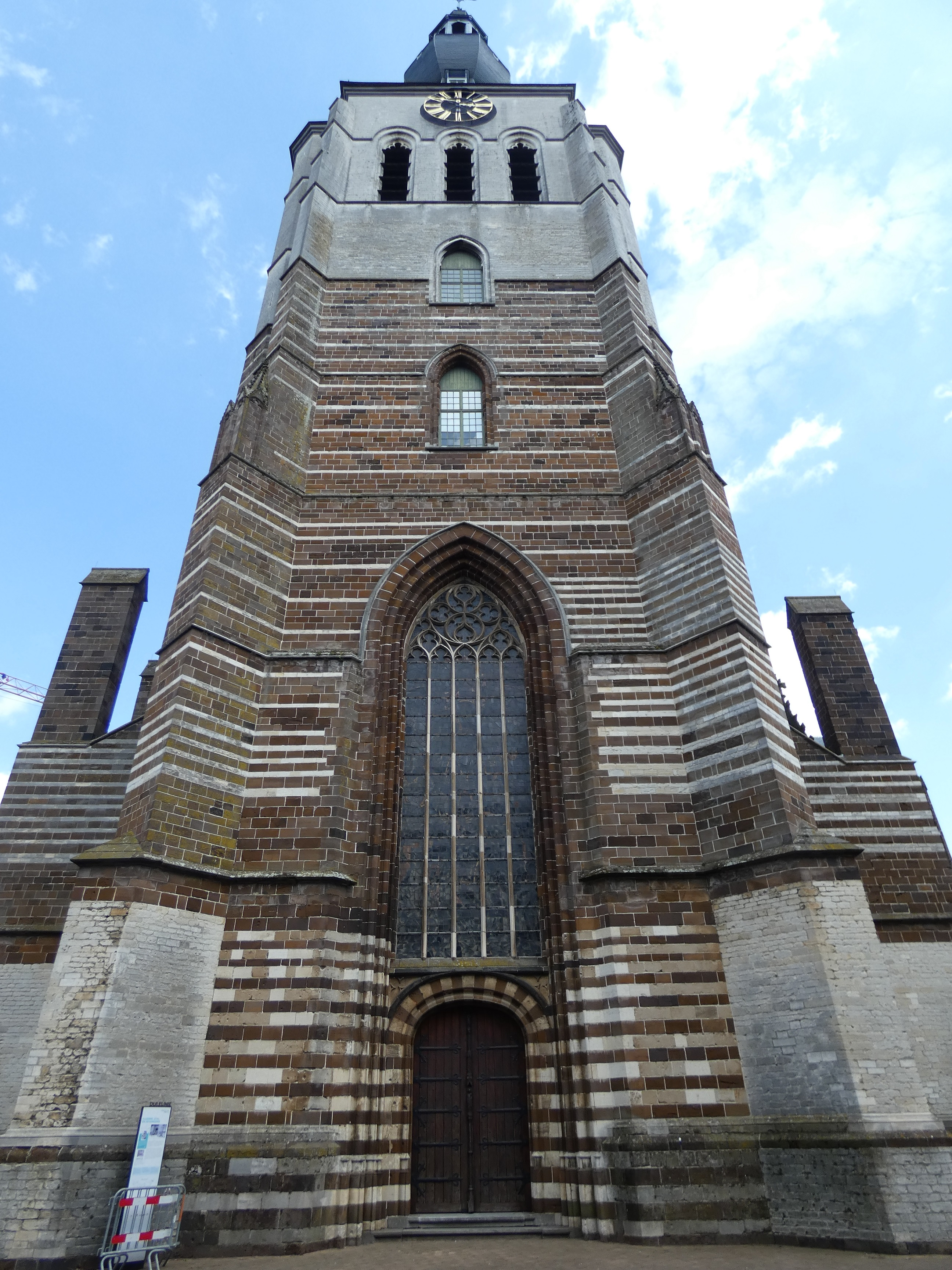
De Onze-Lieve-Vrouwetoren met zijn typerende speklagen.

Het onderste gedeelte van de toren werd in drie steensoorten (speklagen) opgetrokken: witte kalksteen van Gobertingen; baksteen, in de vulling van de gewelven en op minder zichtbare plaatsen; ijzerzandsteen, die in de Demerstreek, van Diest tot Werchter, goedkoop en in dagzomende lagen werd opgedolven. Het gebruik van deze bouwstof is een kenmerk eigen aan de kerken die behoren tot de zogenaamde Demergotiek. In de bovengelegen verdiepingen (vanaf de horlogekamer tot de klokkenkamer) werd enkel witte kalksteen aangewend.

## Bewoners van de Onze-Lieve-Vrouwetoren
Na de plundering van Aarschot in 1578 waren de inkomsten van het kerkbestuur zo laag dat in 1583 werd besloten om bij opbod kamers in de toren te verhuren. De 'Ballinc'-kamer in de toren werd in vier delen verhuurd, onder andere als stapelplaats.

## Klokken van de Onze-Lieve-Vrouwetoren
In de toren werd een welluidend beiaardspel met twaalf klokken aangebracht waarop alle mooie hymnen gespeeld konden worden. Die klokken werden vernield in 1578. Nadien kwamen nieuwe klokken in de toren die door de Fransen in 1798 werden weggehaald.
Drie van de vier nieuwe klokken die terug in de toren werden gehangen, verdwenen in 1943 naar Duitsland. Enkel de kleinste Sint-Michielsklok bleef hangen. Drie nieuwe klokken werden in 1950 in de toren gehangen en in 2018 werd op basis van twee luidklokken ervan een nieuwe vredesbeiaard geplaatst.